# Abdullah Abdullah
Abdullah Abdullah (persiska: عبدالله عبدالله, Abdallah 'Abdallah), född 5 september 1960 i Kabul i Afghanistan, är en afghansk läkare och politiker  av tadzjikisk och pashtunsk etnicitet. Abdullah var tidigare utrikesminister i Afghanistan och var den ledande utmanaren till den sittande presidenten Hamid Karzai i presidentvalet den 20 augusti 2009. Den 31 oktober 2009 återtog han sin kandidatur som protest mot valfusket i valet innan.
Abdullah ställde upp i valet 2019. Efter ett omtvistat resultat, där de officiella uppgifterna angav att han hade förlorat, utropade både han och Ashraf Ghani sig som segrare. Efter hot från USA om indraget bistånd kom man överens om en maktdelning som innebar att Ghani förblev president och Abdullah fick kontrollen över halva regeringen inklusive ansvaret för fredsprocessen.